# Zack Steffen
Zackary Thomas „Zack” Steffen (ur. 2 kwietnia 1995 w Coatesville) – amerykański piłkarz występujący na pozycji bramkarza, reprezentant Stanów Zjednoczonych, od 2024 roku zawodnik Colorado Rapids.

## Kariera klubowa
Steffen urodził się w Coatesville w stanie Pensylwania, zaś dorastał w pobliskiej, oddalonej o 13 kilometrów miejscowości Downingtown. Posiada czwórkę rodzeństwa (dwóch braci i dwie siostry). Jako bramkarz zaczął występować od dziewiątego roku życia. Uczęszczał do Malvern Preparatory School, a następnie Downingtown West High School, a w tym samym czasie trenował w juniorskiej ekipie West Chester United, z którą w 2007 roku zdobył mistrzostwo stanu. W wieku trzynastu lat dołączył do młodzieżowego zespołu FC Delco, gdzie należał do wyróżniających się zawodników lokalnych rozgrywek – w 2009 roku wywalczył mistrzostwo stanu, a w 2012 roku został wybrany najlepszym piłkarzem Ches-mont League, a także znalazł się w drużynach All-Southeaster PA, All-State i All-American. Równocześnie był członkiem akademii klubu Philadelphia Union, w której barwach w 2012 roku otrzymał od krajowej federacji piłkarskiej nagrodę dla najlepszego zawodnika wschodniej konferencji – Development Academy Eastern Conference Player of the Year.
W późniejszym czasie Steffen studiował na University of Maryland w College Park, występując w uczelnianym zespole Maryland Terrapins. W 2013 roku został wybrany do drużyny ACC All-Freshman Team oraz otrzymał nagrodę Most Valuable Defensive Player dla najlepszego defensywnego piłkarza NCAA Championship, zaś w 2014 roku uznano go najlepszym defensywnym zawodnikiem rozgrywek Big Ten Tournament. Podczas gry w Terrapins był regularnie powoływany do młodzieżowych reprezentacji kraju, już wówczas będąc porównywanym do Tima Howarda i uznawany za jednego z najbardziej obiecujących piłkarzy w Stanach Zjednoczonych. W grudniu 2014 zdecydował się kontynuować karierę w Niemczech, podpisując umowę z klubem SC Freiburg. Tam spędził półtora roku, jednak nie zdołał przebić się do seniorskiej drużyny i występował jedynie w czwartoligowych rezerwach.
W lipcu 2016 Steffen powrócił do ojczyzny, dołączając do klubu Columbus Crew. Początkowo nie potrafił jednak wygrać rywalizacji o miejsce w składzie z doświadczonym Steve'em Clarkiem, wobec czego już miesiąc później został wypożyczony na pół roku do współpracującego z Crew, drugoligowego zespołu Pittsburgh Riverhounds. Z początkiem nowego sezonu (wskutek odejścia z klubu Clarka) został podstawowym bramkarzem Crew, w Major League Soccer debiutując 4 marca 2017 w zremisowanym 1:1 spotkaniu z Chicago Fire. Szybko został czołowym golkiperem rozgrywek, imponując warunkami fizycznymi, refleksem oraz opanowaniem i przebojowością w grze.

## Kariera reprezentacyjna
Steffen rozpoczął występy w młodzieżowych reprezentacjach Stanów Zjednoczonych już w wieku trzynastu lat, będąc powoływanym do kadry do lat czternastu. Podstawowym zawodnikiem i wyróżniającym się golkiperem został natomiast kilka lat później, w reprezentacji do lat osiemnastu.
W lutym 2013 Steffen został powołany przez Taba Ramosa do reprezentacji Stanów Zjednoczonych U-20 na Mistrzostwa Ameryki Północnej U-20. Będąc najmłodszym zawodnikiem w kadrze, pełnił wyłącznie rolę rezerwowego dla Cody'ego Croppera i nie zanotował żadnego występu, zaś jego kadra dotarła do finału, ulegając w nim po dogrywce gospodarzom – Meksykowi (1:3). Trzy miesiące później znalazł się w składzie na Mistrzostwa Świata U-20 w Turcji, gdzie także był alternatywą dla Croppera i nie zagrał w żadnym meczu, a Amerykanie odpadli ze światowego czempionatu już w fazie grupowej. Pierwszym bramkarzem był natomiast w kadrze do lat dwudziestu kolejnego rocznika. W styczniu 2015 został powołany na Mistrzostwa Ameryki Północnej U-20, podczas których wystąpił w pięciu z sześciu możliwych spotkań (przepuścił dwa gole) i zajął ze swoją drużyną na jamajskich boiskach trzecie miejsce. Cztery miesiące później wziął udział w Mistrzostwach Świata U-20 w Nowej Zelandii, gdzie również miał niepodważalną pozycję między słupkami i rozegrał wszystkie pięć meczów (przepuścił w nich łącznie cztery gole). W meczu 1/8 finału z Kolumbią (1:0) obronił rzut karny wykonywany przez Jarlana Barrerę, a Amerykanie zakończyli swój udział w młodzieżowym mundialu na ćwierćfinale, przegrywając w serii jedenastek z późniejszym triumfatorem – Serbią (0:0, 5:6 k).
We wrześniu 2015 Steffen znalazł się w ogłoszonym przez Andreasa Herzoga składzie reprezentacji Stanów Zjednoczonych U-23 na północnoamerykański turniej kwalifikacyjny do Igrzysk Olimpijskich w Rio de Janeiro. Tam wystąpił w pierwszych dwóch meczach, po czym stracił miejsce w składzie na rzecz Ethana Horvatha. Amerykanie – gospodarze eliminacji – zajęli trzecie miejsce w rozgrywkach, lecz nie awansowali ostatecznie na igrzyska, wobec późniejszej porażki w marcu 2016 z Kolumbią (1:1, 1:2) w międzykontynentalnym dwumeczu barażowym. Sam Steffen nie został powołany na dwumecz z Kolumbijczykami z powodu kontuzji.
Pierwsze powołanie do seniorskiej reprezentacji Stanów Zjednoczonych Steffen otrzymał od Jürgena Klinsmanna, w maju 2016 na mecz towarzyski z Portorykiem (3:1), lecz nie pojawił się wówczas na placu gry. W pierwszej kadrze zadebiutował dopiero za kadencji tymczasowego selekcjonera Dave'a Sarachana, 28 stycznia 2018 w zremisowanym 0:0 sparingu z Bośnią i Hercegowiną.

## Sukcesy
Manchester City
- Mistrzostwo Anglii: 2020/21